# Megachile murina
Megachile murina är en biart som beskrevs av Heinrich Friese 1913. Megachile murina ingår i släktet tapetserarbin, och familjen buksamlarbin. Inga underarter finns listade i Catalogue of Life.